# Pilsen 6

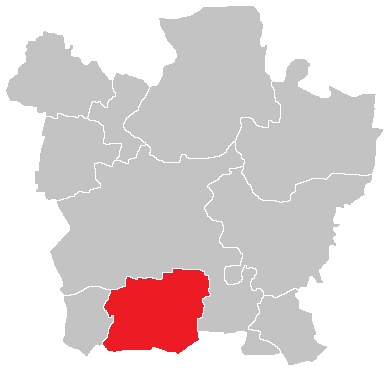
De locatie van Pilsen 6

Pilsen 6, ook bekend onder de naam Litice, is een stadsdeel in het zuiden van de Tsjechische stad Pilsen. Het bestaat uit het dorp Litice, dat voor het eerst genoemd werd in het jaar 1211. In 1970 werd Litice - vooralsnog definitief - een deel van Pilsen. Sinds 1990 vormt het een apart stadsdeel: Pilsen 6.
De oppervlakte van Pilsen 6 is 10,82 vierkante kilometer. In het district wonen 1829 inwoners (1 januari 2013) en de burgemeester (starosta) is Ing. Jaromir Janousek. In het zuiden van Litice loopt de snelweg Dálnice 5 en aan de westkant stroomt de rivier de Radbuza.